# Kolyndiany
Kolyndiany (ucraniano: Колиндя́ни; polaco: Kolędziany) es un municipio rural de Ucrania, perteneciente al raión de Chortkiv en la óblast de Ternópil.
El municipio, con una población total de 6694 habitantes en 2020, incluye tanto el pueblo de Kolyndiany (de unos mil quinientos habitantes) como siete pedanías. El municipio se fundó en 2015 mediante la fusión de los hasta entonces consejos rurales de Kolyndiany, Velyki Chornokintsi, Davýdkivtsi, Malí Chornokintsi, Tarnavka y Chornokinetska Volia, a los que se añadieron en 2020 los de Probizhna y Tovstenke.
Se conoce la existencia del pueblo en documentos desde 1444, cuando se denominaba "Raihorod" (Райгород). En el siglo XV, la familia noble Stamenski construyó aquí un castillo, que a partir de 1840 se reconstruyó como un palacio. Desde finales del siglo XVII hasta finales del siglo XVIII, Raihorod tuvo estatus de miasteczko, habiendo adoptado en aquella época su actual topónimo.
Se ubica unos 10 km al sureste de Chortkiv, en el cruce de las carreteras T2001 y T2002.